# 15. poprawka do Konstytucji Stanów Zjednoczonych

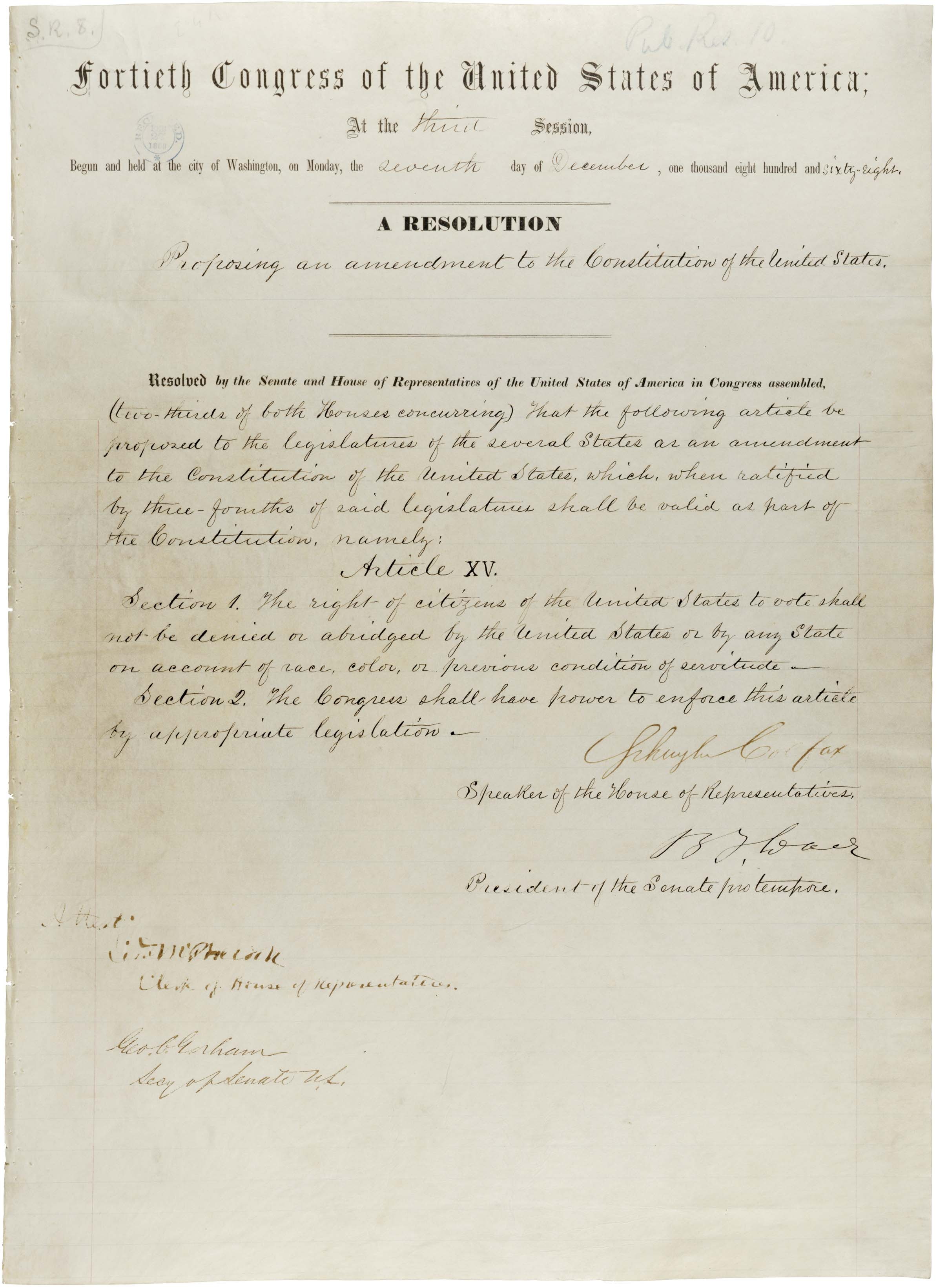
Treść 15 poprawki do Konstytucji Stanów Zjednoczonych

15. poprawka do Konstytucji Stanów Zjednoczonych dawała prawa wyborcze ludności kolorowej w USA. Poprawka weszła w życie 3 lutego 1870 roku.

## Treść
Section 1. The right of citizens of the United States to vote shall not be denied or abridged by the United States or by any State on account of race, color, or previous condition of servitude.
Section 2. The Congress shall have power to enforce this article by appropriate legislation.

co można tłumaczyć jako:

§1. Ani Stany Zjednoczone, ani żaden stan nie może pozbawić ani ograniczać praw wyborczych obywateli Stanów Zjednoczonych ze względu na rasę, kolor skóry lub poprzednie niewolnictwo.
§2. Kongres ma prawo zagwarantowania wykonania niniejszego artykułu przez odpowiednie ustawodawstwo.